# Simon Clark
Simon Clark es un escritor británico de novelas de terror, nacido en Doncaster, Inglaterra. Una de sus obras más notables es La noche de los trífidos. Además también ha escrito relatos de ciencia ficción y material en prosa para la famosa banda de rock U2.
Simon Clark ha sido nominado al Premio Bram Stoker, al Premio World Fantasy y al Premio British Fantasy. En el año 2001 ganó el premio British Fantasy al mejor relato corto por Goblin City Lights, y a la mejor novela por La noche de los trífidos.
También es el autor de la novela The Dalek Factor, del universo del Doctor Who. Se rumorea que una de sus últimas novelas, King Blood, va a ser adaptada al cine. Varios de sus personajes han sido inspirados por su hija adolescente, que según el autor es una persona tozuda y determinada.

## Biografía
Nacido el 20 de abril de 1958, Simon Clark creció en una familia de narradores -según una leyenda familiar, hay una calavera humana robada enterrada bajo el garaje de los Clark. Vendió su primera historia de fantasmas a una emisora de radio en su adolescencia. Antes de convertirse en escritor a tiempo completo tuvo diversos trabajos, como recogedor de fresas, reponedor en un supermercado, oficinista y diseñador de promociones de video.
Según sus propias palabras, vive con su esposa y sus dos hijos en un territorio místico que se encuentra en la frontera del territorio de Robin Hood en Inglaterra.

### Novelas
- Nailed By The Heart (1995)
- Blood Crazy (1995)
- Darker (1996)
- King Blood (1997)
- El ejército de las sombras (1998)
- The Fall (1998)
- Judas Tree (1999)
- Darkness Demands (2001)
- La noche de los trífidos (2001)
- Stranger (2002)
- Vampyrrhic Rites (2003)
- In This Skin (2004)
- The Tower (2005)
- London Under Midnight (2006)
- Death’s Dominion (2006)
- This Rage of Echoes (2007)
- Lucifer's Ark (2007)
- The Midnight Man (2008)
- Vengeance Child (2009)

### Novelas cortas
- Doctor Who: The Dalek Factor (2004)
- She Loves Monsters (2006)
- Stone Cold Calling (2008)

### Colecciones de relatos cortos
- Blood & Grit (1990)
- Salt Snake and Other Bloody Cuts (1999)
- Hotel Midnight (2005)
- Midnight Bazaar – A Secret Arcade of Strange and Eerie Tales (2007)